# Pierre Aubert

Pierre Aubert (1985)

Pierre Aubert (* 3. März 1927 in La Chaux-de-Fonds; † 8. Juni 2016 in Neuenburg; heimatberechtigt in Savagnier) war ein Schweizer Politiker (SP). Nach dem Studium war er beruflich als selbständiger Rechtsanwalt tätig. Von 1960 bis 1968 gehörte er der Gemeindelegislative der Stadt La Chaux-de-Fonds an, von 1961 bis 1975 dem Grossen Rat des Kantons Neuenburg. 1971 in den Ständerat gewählt, vertrat er die Schweiz ab 1974 in der parlamentarischen Versammlung des Europarates. Nachdem er im Dezember 1977 in den Bundesrat gewählt worden war, übernahm er zu Beginn des Jahres 1978 die Leitung des Departements für auswärtige Angelegenheiten; in den Jahren 1983 und 1987 war er Bundespräsident. Als Aussenminister verfolgte er einen resoluten Öffnungskurs und wandte sich von der traditionellen Auffassung der Schweizer Neutralität ab, die auf Nichteinmischung basierte. Stattdessen setzte er sich weltweit für die Wahrung der Menschenrechte ein und knüpfte Kontakte zu zahlreichen Staaten in der Dritten Welt. Mit seinem Hauptanliegen, dem Beitritt der Schweiz zu den Vereinten Nationen, scheiterte er am Widerstand konservativer Kreise. Ende 1987 trat er zurück.

## Biografie

### Studium, Beruf und Familie
Aubert entstammte einer hugenottischen Familie, die Ende des 17. Jahrhunderts nach dem Edikt von Fontainebleau aus Frankreich geflohen und im Val de Ruz sesshaft geworden war. Er war der Sohn von Jules-Alfred und Susanne-Henriette (geb. Erni). Sein Vater arbeitete als Rechtsanwalt und Notar, sein Cousin war der bekannte Staatsrechtler und liberale Politiker Jean-François Aubert. Nach der Matura in seiner Geburtsstadt La Chaux-de-Fonds studierte Aubert ab 1945 Rechtswissenschaft an der Universität Neuenburg. Während seiner Studienzeit trat er der dortigen Sektion der Studentenverbindung Zofingia bei. Nachdem er mit dem Lizenziat abgeschlossen und das Anwaltspatent erworben hatte, begann er 1952 als selbständiger Rechtsanwalt zu arbeiten, wobei er sich auf Strafrecht spezialisierte. 1953 heiratete er Anne-Lise Borel, mit der er zwei Kinder hatte.

### Kantons- und Bundespolitik
Nachdem er von Freunden dazu überredet worden war, trat Aubert 1958 der Sozialdemokratischen Partei bei. Er begründete dies damit, dass ihn «nichts mehr anwidert als die Ungerechtigkeit». Er war nicht an einer strengen Doktrin interessiert und strebte zunächst auch kein politisches Amt an. 1961 liess er sich jedoch von der Partei überzeugen, für die Gemeindelegislative (conseil général) der Stadt La Chaux-de-Fonds zu kandidieren. Nach erfolgreicher Wahl gehörte er diesem Gremium bis 1968 an und präsidierte es in seinem letzten Amtsjahr. 1961 kandidierte er mit Erfolg auch für das Kantonsparlament (grand conseil) des Kantons Neuenburg. Sein Mandat auf kantonaler Ebene dauerte bis 1975, wobei er 1969 als Parlamentspräsident amtierte. 1971 führte Neuenburg als einer der letzten Kantone die Wahl der Ständeräte durch das Volk ein. Aubert machte keinen Wahlkampf; dennoch gelang es ihm im zweiten Wahlgang, sich gegen Blaise Clerc von der Liberalen Partei durchzusetzen. Ebenfalls ab 1971 präsidierte er den Universitätsrat in Neuenburg.
Auf Bundesebene erwarb sich Aubert grossen Respekt. Seine Ratskollegen schätzten vor allem seinen Pragmatismus, sein massvolles Vorgehen sowie seine Abneigung gegen Dogmatismus und Ideologien. Ab 1974 war er Delegierter der parlamentarischen Versammlung des Europarates in Strassburg und dort als Generalberichterstatter der politischen Kommission tätig (von Mai bis November 1981 präsidierte er das Ministerkomitee). Im Herbst 1977 gaben mit Pierre Graber und Ernst Brugger gleich zwei Mitglieder des Bundesrates ihren Rücktritt auf Ende Januar 1978 bekannt. Für die Nachfolge Grabers schlug die Neuenburger SP Nationalrat René Felber vor, der im Gegensatz zu Aubert als wortgewandter Redner galt. Doch die SP-Fraktion der Bundesversammlung zog Aubert vor. So wurde er bei der Bundesratswahl am 7. Dezember 1977 im ersten Wahlgang mit 190 von 232 Stimmen gewählt. Auf Ezio Canonica entfielen 24 Stimmen, auf René Felber zwölf Stimmen und auf weitere Personen sechs Stimmen.

### Bundesrat

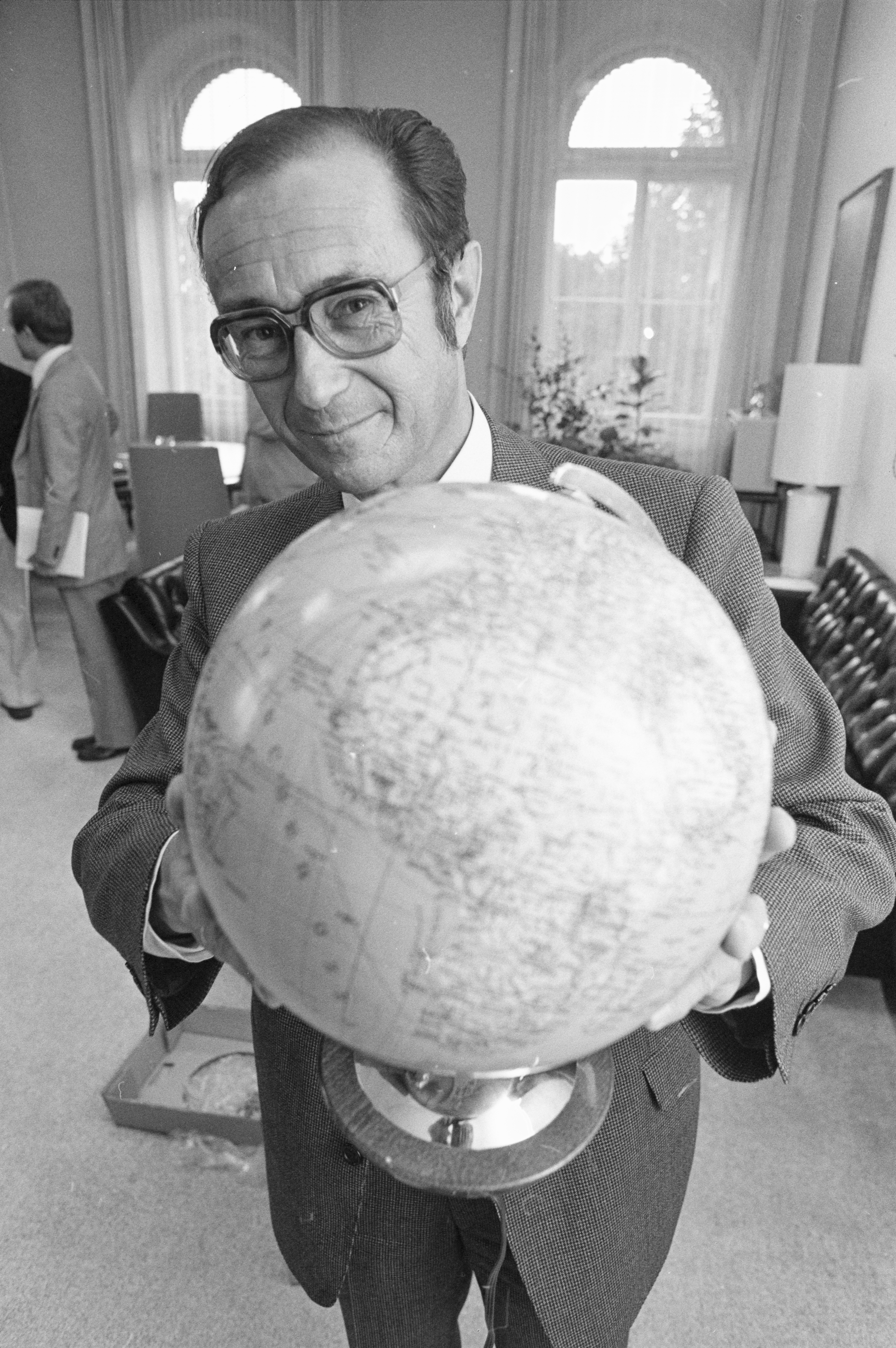
Bundesrat Pierre Aubert (1978)

Am 1. Februar 1978 übernahm Aubert die Leitung des Politischen Departements (ab 1979 Eidgenössisches Departement für auswärtige Angelegenheiten genannt). Bis weit in die 1960er Jahre hinein waren Auslandsreisen von Bundesräten verpönt gewesen, da sie als verschwenderisch und unnütz galten. Unter den sozialdemokratischen Aussenministern Willy Spühler und Pierre Graber kam es zu einem Umdenken, wenn auch zunächst eher zaghaft. Aubert hingegen weitete die diplomatischen Beziehungen markant aus. Häufig musste er sich deswegen mit scharfer Kritik aus dem rechten politischen Spektrum auseinandersetzen, vor allem in der Deutschschweiz. Insbesondere warf man ihm Führungsschwäche bei der Leitung des Departements vor, nachdem er im August 1980 den erfahrenen Staatssekretär Albert Weitnauer entlassen hatte. Ebenso musste er sich (oft unberechtigterweise) den Vorwurf gefallen lassen, mit wenig diplomatischem Geschick zu agieren und die traditionelle Neutralität der Schweiz aufs Spiel zu setzen.
Während seiner Amtszeit absolvierte Aubert mehr als 55 Reisen ins Ausland, davon waren 39 offizielle Besuche. Seine Gegner kritisierten, er reise planlos und ohne erkennbare Strategie herum. Tatsächlich verfolgte er ein klares Ziel: Die Schweiz sollte nicht mehr als blosser Handelspartner betrachtet werden, sondern mit gutem Beispiel vorangehen und sich weltweit für die Einhaltung der Menschenrechte einsetzen, unter anderem im Rahmen der KSZE. Dementsprechend besuchte er oft Länder, in denen kein Schweizer Aussenminister jemals zuvor gewesen war, die aber von der schweizerischen Entwicklungshilfe unterstützt wurden. Dazu gehörten Staaten in Subsahara-Afrika, Lateinamerika und im Nahen Osten. Von den Auslandsvertretungen verlangte Aubert regelmässige Berichte über die Menschenrechtssituation. Damit brach er mit der bisherigen Praxis, in Fragen der Menschenrechte äusserst diskret vorzugehen und sich möglichst nicht in die inneren Angelegenheiten anderer Länder einzumischen. Rechtsbürgerliche Kreise warfen ihm vor, er sei zu vorlaut, verstosse gegen die Regeln der Nichteinmischung und lasse sich von einem naiven, sentimentalen Idealismus leiten.

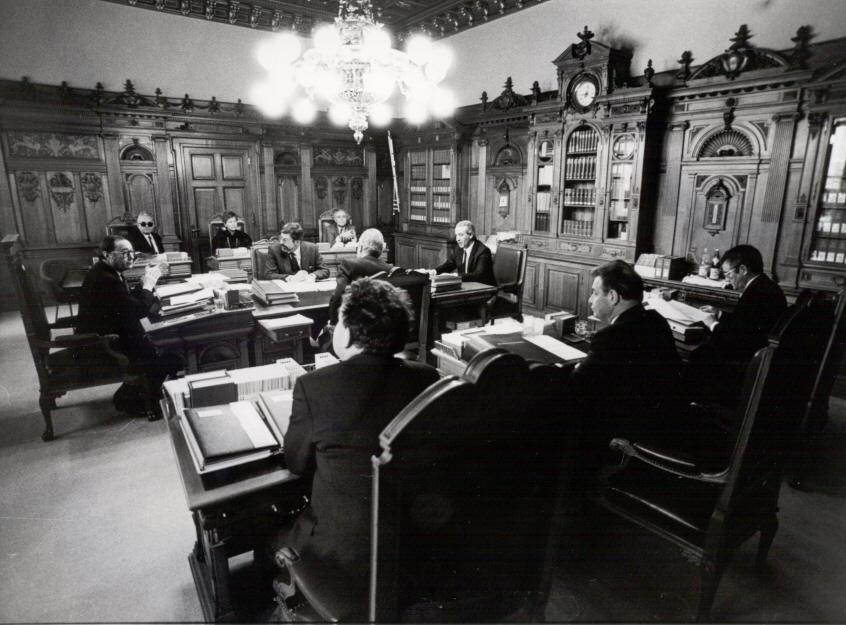
Pierre Aubert (ganz links) leitet 1987 als Bundespräsident eine Bundesratssitzung

In seinen ersten Amtsjahren war Auberts aussenpolitisches Wirken derart umstritten, dass er bei der Bundesratswahl im Dezember 1979 nur äusserst knapp mit 124 von 246 Stimmen im Amt bestätigt wurde. Er liess sich davon aber nicht beirren und setzte seinen eingeschlagenen Öffnungskurs fort. Gleichwohl beteiligte sich die Schweiz auch unter Aubert nie aktiv an Wirtschaftsembargos, sondern versuchte wie bisher bloss, eine allzu krasse Umgehung von Sanktionen zu verhindern. Hingegen versuchte er bei innerstaatlichen Konflikten, stets alle Konfliktparteien in einen Dialog einzubinden, was zuvor völlig undenkbar gewesen wäre: Im Nahostkonflikt traf sich Aubert sowohl mit der israelischen Regierung als auch mit der Palästinensischen Befreiungsorganisation. Bezüglich der Apartheid bezog er klar Stellung, als er sich weigerte, den südafrikanischen Präsidenten Pieter Willem Botha während eines Aufenthalts in der Schweiz zu treffen, später aber ANC-Präsident Oliver Tambo offiziell empfing. 1983 amtierte er erstmals als Bundespräsident; Höhepunkt war der Staatsbesuch des französischen Präsidenten François Mitterrand, mit dem er sich sehr gut verstand und den er auch privat traf, um über allgemeine politische Themen zu diskutieren.
Aubert galt als sehr zuvorkommend und sympathisch, war aber auch in hohem Masse öffentlichkeitsscheu und mied die Medien, so gut er konnte. So nahm es ihm die SP-Parteileitung übel, dass sein Verhältnis zu den Genossen distanziert blieb, er in der Fraktion keinen Einfluss auf die Meinungsbildung nahm und seine Politik schlecht verkaufte. Auberts zurückhaltende Art wird auch als Hauptursache für seine schwerste politische Niederlage angesehen. Im März 1982 beschloss der Bundesrat, den Beitritt der Schweiz zu den Vereinten Nationen (UNO) anzustreben. Unmittelbar darauf bildete sich das «Aktionskomitee gegen den UNO-Beitritt», das mit emotionalen Kampagnen die Debatte beherrschte und den Aussenminister völlig in die Ecke drängte. Die Beitrittsgegner hielten eine UNO-Mitgliedschaft für unvereinbar mit dem «Sonderfall Schweiz» und befürchteten, die Neutralität stehe auf dem Spiel. Zwar stimmte das Parlament dem Beitritt im Dezember 1984 zu, doch scheiterte dieser in der Volksabstimmung vom 16. März 1986 deutlich mit 75,7 % der Stimmen. Bis zum Beitritt sollten weitere 14 Jahre vergehen.

### Rücktritt und weitere Tätigkeiten
Bereits 1985 hatte SP-Parteipräsident Helmut Hubacher in einer Fraktionssitzung angedeutet, Aubert solle besser zurücktreten. Später sagte er über ihn, er sei «ein ganz lieber Kerl, als Bundesrat jedoch leider zum Verzweifeln» gewesen. Allgemein hielt er ihn für eine Fehlbesetzung; nur der straffen Departementsführung von Staatssekretär Edouard Brunner sei es zu verdanken, dass die Schwäche des Chefs nicht während seiner Amtszeit publik geworden sei. Aubert amtierte 1987 zum zweiten Mal als Bundespräsident und gab dann seinen Rücktritt auf Ende Jahr bekannt. Er wurde zum Grossoffizier der französischen Ehrenlegion ernannt und erhielt das Grosskreuz des Verdienstordens der Italienischen Republik.
Pierre Aubert engagierte sich jahrelang sozial in der Kiwanisbewegung als aktives Mitglied im Kiwanis-Club La Chaux-de-Fonds/Le Locle. Für einige Jahre übernahm er das Präsidium der Sektion Montagnes neuchâteloises des Touring Club Schweiz und das Vizepräsidium der Gesellschaft Schweiz-Israel. Danach zog er sich aus der Öffentlichkeit zurück. 2016 verstarb er im Alter von 89 Jahren.